# Tschadobez
Der Tschadobez (russisch Чадобец) ist ein 647 km langer rechter Nebenfluss der Angara in Mittelsibirien (Russland, Asien).

## Verlauf
Der Tschadobez entsteht in 343 m Höhe aus den Quellflüssen „Großer Tschadobez“ (Bolschoi Tschadobez) von rechts und „Kleiner Tschadobez“ (Maly Tschadobez) von links im äußersten Osten der Region Krasnojarsk und Süden des früheren Autonomen Kreises der Ewenken, etwa 140 km Luftlinie nördlich der in der benachbarten Oblast Irkutsk liegenden Stadt Ust-Ilimsk. Die beiden etwa 30 bis 40 km langen Quellflüsse entspringen im Südteil des Mittelsibirischen Berglands, das in diesem Bereich Höhen von 500 bis 600 m erreicht.
Auf seiner gesamten Länge durchfließt der Tschadobez in westlichen Richtungen, zumeist in weiten Bögen und in einem relativ weiten Tal mäandrierend, abschnittsweise aber auch engen, felsigen Tal die Taigalandschaft dieses Berglandes. Im Unterlauf wendet er sich nach Süden und nach dem Durchfließen eines Abschnitts mit einer Vielzahl von Stromschnellen beim gleichnamigen Dorf, gut 20 km nordwestlich der Stadt Kodinsk und 20 Flusskilometer unterhalb der Staudammbaustelle der Bogutschanystausees in den dort mehr als 1500 Meter breiten größten Jenissei-Nebenfluss Angara.
Der Tschadobez ist in Mündungsnähe gut 100 Meter breit und 2,5 Meter tief, und die Fließgeschwindigkeit beträgt dort 1,2 m/s.

## Hydrologie
Das Einzugsgebiet des Tschadobez umfasst 19.700 km². Er hat keine größeren Nebenflüsse; die bedeutendsten sind Terina und Punja, beide von rechts.
Die mittlere jährliche Abflussmenge beträgt beim Dorf Jarkino, 133 km oberhalb der Mündung, 57,4 m³/s, bei einem monatlichen Minimum von durchschnittlich 5,9 m³/s im März und einem Maximum von 387 m³/s im Mai. Der Fluss friert von Oktober bis Mai zu.

## Nutzung und Infrastruktur
Der Tschadobez ist nicht schiffbar.
Das durchflossene Gebiet ist nur dünn besiedelt. Neben dem Dorf (und Verwaltungszentrum der gleichnamigen Landgemeinde mit 1600 Einwohnern) Seledejewo mit seinem Ortsteil Tschadobez in unmittelbarer Nähe der Mündung gibt es im gesamten Einzugsgebiet des Flusses nur noch das an seinem Mittellauf gelegene Dorf mit 202 Einwohnern (alle im Rajon Keschma). Die vom Bogutschanystaudamm nach Seledejewo und weiter das rechte Angaraufer hinab führende Straße überquert den Tschadobez knapp drei Kilometer oberhalb der Mündung mit einer 250 Meter langen Brücke, der einzigen über den Fluss. Außer einer Straße nach Jarkino gibt es im Gebiet nur noch einen Fahrweg, der den Fluss am Oberlauf kreuzt und einen der beiden, wegen fehlender Brücken nur im Winter befahrbaren Landverbindungen in den Ewenkischen Nationalrajon darstellt und über Wanawara in das Rajonverwaltungszentrum Tura führt.